# 摩根格雷 web3 基金会
摩根格雷 web3 基金会（英語：Morgan Crest Web3 Foundation）是一个总部位于美国纽约的数字财富管理机构及研究型组织，致力于推动去中心化治理、区块链基础设施与人工智能（AI）系统的融合发展。该基金会主要支持公共技术基础设施、开放协议与下一代去信任协作系统的发展。

## 背景
摩根 Web3 基金会成立于2022年，由前家族办公室顾问与硅谷技术研究者联合发起。 创始人拉里·摩根（Larry Morgan）曾长期服务于传统金融机构，在Web3领域转型后，主张以“机器协作+人类治理”作为未来智能社会的主干模型。
基金会作为Morgan Crest的延伸实体，意图通过研究、投资与资助方式， 建立支持开放性技术治理的资金与知识框架。
基金会的使命为 推动开放协作协议发展， 支持无需许可的智能系统运行 建立链上治理结构以替代中心化平台 资助去中心化AI网络与数据驱动经济模型 推动AI系统在公共领域的治理可验证性 基金会认为， 在AI大模型迅速扩张的背景下，仅靠企业垄断或中心化算法不足以解决全球信任危机，必须借助Web3架构提供可公开监督的治理机制。

## 资助领域与项目支持
摩根 Web3 基金会主要通过战略资助与技术研究合作两种方式参与项目发展。其支持的代表性项目包括：
- Lido Finance：以太坊生态中的流动性质押协议，为链上资本效率提供解决方案[10][11]
- Bittensor：基于激励机制与去中心架构构建的分布式人工智能训练网络[12][13]

此外，基金会也参与多个早期DAO治理实验与跨链互操作协议的模型设计。